# Случевский, Константин 2-й Афанасьевич
Константин Афанасьевич Случевский 2-й (1793—1856) — полковник, Санкт-Петербургский полицмейстер, затем тайный советник, вице-директор Департамента внешней торговли Министерства финансов.

## Биография
Происходил из малороссийских дворян Черниговской губернии, сын священника, родился 22 сентября 1793 года.
20 сентября 1812 года Случевский вступил на военную службу, принимал участие в изгнании Наполеоновской армии из пределов России.
К 1829 году он был уже полковником и тогда же получил назначение на должность Санкт-Петербургского полицмейстера.
В 1831 году Случевский перешёл на гражданскую службу, был чиновником для особых поручений при Министерстве финансов, затем был вице-директором Департамента внешней торговли Министерства финансов. 7 апреля 1835 года произведён в действительные статские советники.
Скончался 12 мая 1856 года в Санкт-Петербурге, будучи в чине тайного советника; похоронен на Большеохтинском Георгиевском кладбище.
Среди прочих наград Случевский имел ордена св. Владимира 4-й и 3-й степеней и св. Анны 2-й степени.
Его брат и полный тёзка Константин Афанасьевич Случевский 1-й (1784—1848) был тайным советником, член Совета военного министра и затем обер-прокурором Правительствующего сената. Другой брат, Капитон, был действительным статским советником, занимал должности управляющего канцелярией Главного управления в Грузии и председателя Оренбургской казённой палаты, был членом совета министра финансов.

## Семья
Был дважды женат.
1-й брак — Агриппина (Аграфена) Фёдоровна Случевская (урожд. Иванова; 1807—1835).
2-й брак — Анжелика (Агнешка) Ивановна Заремба (1813—1895), дочь состоятельного витебского помещика. Была воспитана в протестанткой вере и отличалась красивой наружностью. Живя с мужем в Петербурге, пользовалась большим успехом в обществе. Оставшись вдовой с незначительными средствами, по протекции графини Толстой в 1864 году получила место начальницы Варшавского института благородных девиц. По словам Н. П. Авенариуса, обладая врожденным умом и необыкновенным тактом Случевская великолепно справлялась со свой должностью. Не будучи ни католичкой, ни православной, она не принадлежала ни к одному из лагерей; во-вторых — хорошо говорила по-польски; и в-третьих, она не ломала устоев, не изучив среды, в которой приходилось ей действовать. В 1875 году из-за болезни почек, вызванное повышенным артериальным давлением, она была вынуждена покинуть институт. После проживала в Петербурге, где и умерла. Похоронена на Георгиевском кладбище вместе с мужем.
Дети:  
- Афанасий (род. 1828)
- Валериан (род. 1829)
- Симеон (род. 1830)
- Виктор (род. 1830)
- Елена (род. 1831)
- Александра (1832–1898). Ее муж — генерал-лейтенант Владимир Иванович Коростовец (1825–1910), генерал-майор флота (1878), затем генерал-лейтенант.
  - Внуки: Константин Владимирович Коростовец (Коростовцев) (1857–1919), участник Русско-турецкой войны 1877-1878 годов, вышел в отставку с производством в генерал-лейтенанты. Был женат на Лидии Александровне Случевской, внучке К.А.Случевского 1-го; Измаил Владимирович Коростовец (1863–1933),эстляндский губернатор, генерал-лейтенант, сенатор.
- Анастасия, ум в раннем детстве
- Измаил Константинович Случевский (1835—1897), действительный статский советник, управляющий Акцизным управлением Курляндской губернии. Его жена — София Фёдоровна Случевская (урожд. Гамалея), сестра Н.Ф.Гамалеи. 
  - Внуки: Софья Измайловна Случевская (в замуж. Рагозина) и Фёдор Измайлович Случевский (1875–1911). 
    - Правнуки — Измаил Фёдорович Случевский и Мария Федоровна, в замуж. Шахриманьян. 
      - Праправнуки: Фёдор Измайлович Случевский и Измаил Константинович Шахриманьян, доктор психологических наук[3].
- Константин Константинович Случевский (1837—1904) — гофмейстер, редактор «Правительственного вестника» и поэт
- Леонид Константинович Случевский (1838—1904), подполковник (1878), чиновник особых поручений VIII класса Окружного Интендантского управления Петербургского военного округа
- Капитон Константинович Случевский (1843—1906) — генерал-лейтенант, командир 10-го армейского корпуса и член Военного совета (с 1905)
- Владимир Константинович Случевский (1844—1926), профессор уголовного права, автор учебника правоведения, сенатор. С 1920 года — консультант в Народном Комиссариате юстиции.
- Ольга Константиновна Случевская (в замуж. Хоментовская, Зеленкова; 1845—1921). 1-й брак — генерал от инфантерии Петр Михайлович Хоментовский (1832–1900); развелись. 2-й брак — доктор медицины, гомеопат, вегетарианец Александр Петрович Зеленков (1850—1914). Ольга Константиновна также была последовательной вегетарианкой и написала книгу «Я никого не ем. 365 вегетарианских меню и руководство для приготовления вегетарианских кушаний» — первую вегетарианскую поваренную книгу в России. 
  - Внуки: Мария Петровна Хоментовская, в замуж. Яфимович. Ее муж — Николай Александрович Яфимович;  Владимир Александрович Зеленков (1881–1942), инженер-светотехник, изобретатель[4][5]. Умер в блокаду. Его жена — Екатерина Евгеньевна, урожд. Лансере (1882–1921), дочь Е.Лансере[6]; Елена (1886–1960), замужем за Вадимом Аркадьевичем Эвальдом (1882–1956), сыном А.В.Эвальда. Татьяна (в замуж. Погосская; 1889–1968).
    - Правнуки[7]: Нина Владимировна Зеленкова (в замуж. Лазарева; 1908–1992)[8], Дмитрий Владимирович Зеленков (1909–1951), Георгий Владимирович Зеленков (1913–1983), Александр Владимирович Зеленков (1917–2017).
- Александр, ум. в детстве